# Dja faunareservat

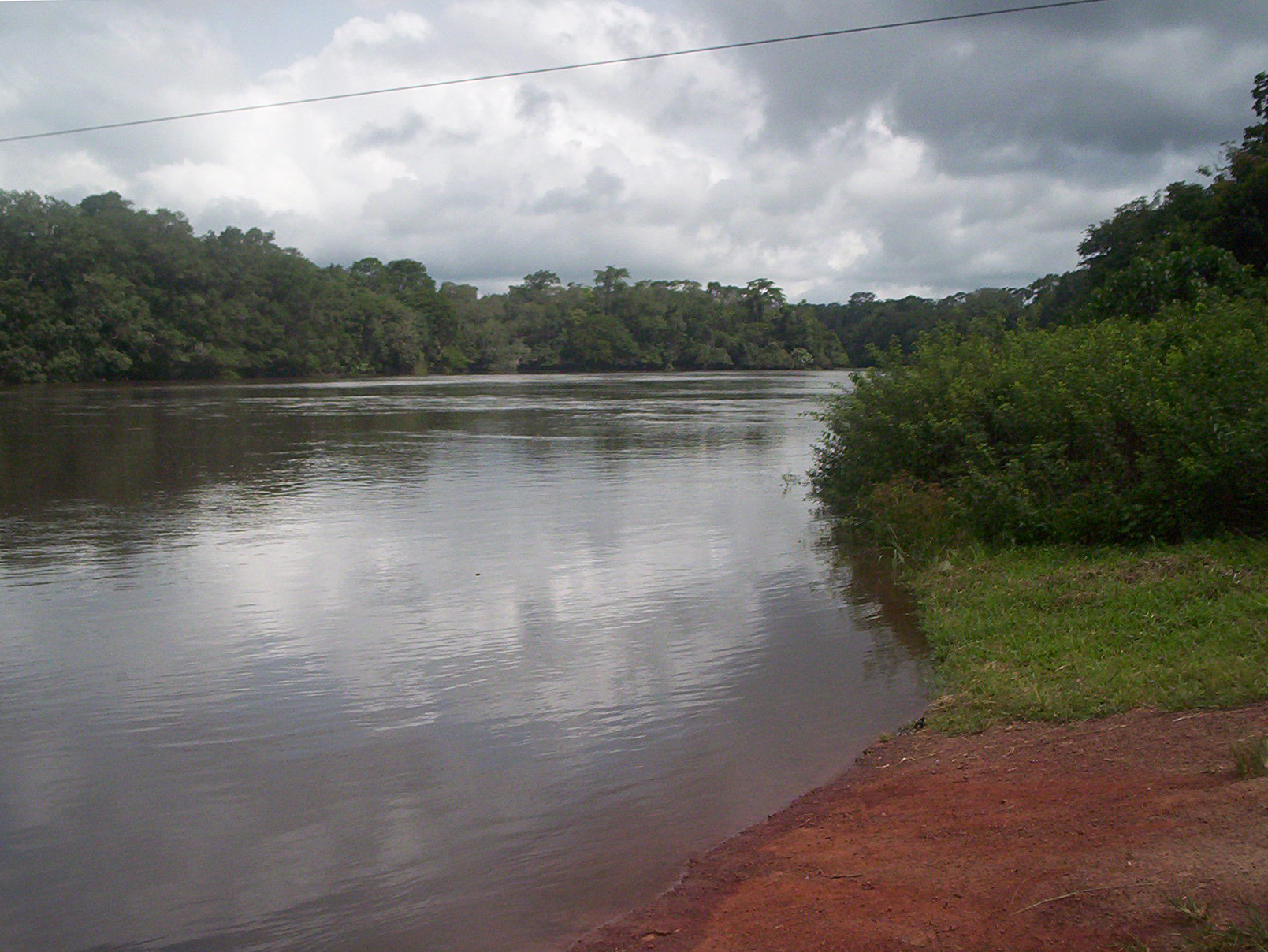
Djafloden.

Dja faunareservat i Kamerun är ett av Afrikas största och bäst bevarade regnskogsområden. Över 90 procent av reservatet är orört, då i stort sett hela området omges av Djafloden. Reservatet skapades på 1950-talet och upptogs 1987 på Unescos världsarvslista.